# Gâtine vendéenne
La « Gâtine vendéenne » est une micro-région naturelle française située dans le département de la Vendée, elle prolonge la Gâtine poitevine. 

## Description
C'est une gâtine vallonnée et boisée qui se caractérise par de petits champs bocagers à la terre relativement pauvre ; elle se prolonge par la région des Puys et Monts de Vendée.

## Toponymie
Plusieurs localités de la Gâtine ont un noms provenant de leur localisation, tels que :
- Saint-Cyr-des-Gâts
- La Boissière-en-Gâtine
- Mazières-en-Gâtine
- Saint-Paul-en-Gâtine (Source de la Vendée)
- Vernoux-en-Gâtine